# Žagubica
Žagubica (srbskou cyrilicí Жагубица, rumunsky Jagubiţa, Jăgobiţa nebo Iaguba) je město a správní středisko stejnojmenné opštiny v Srbsku v Braničevském okruhu. Leží u břehu řeky Mlavy, v údolí uprostřed pohoří Homolje, asi 46 km severozápadně od Boru a asi 80 km jihovýchodně od Požarevace. V roce 2011 žilo v Žagubici 2 584 obyvatel, v celé opštině pak 12 737 obyvatel.
Kromě města Žagubica patří k opštině dalších sedmnáct vesnic: Bliznak, Bresnica, Izvarica, Jošanica, Krepoljin, Krupaja, Laznica, Lipe, Medveđica, Milanovac, Milatovac, Osanica, Ribare, Sige, Selište, Suvi Do a Vukovac.
Většina obyvatel se zabývá těžbou křemene v dole u vesnice Osanica, dále pak velkoobchodem, maloobchodem, opravami, vyučováním a výrobním průmyslem.